# 伊東康孝
伊東 康孝（いとう やすたか、1949年9月26日 - ）は日本の実業家。元すかいらーく代表取締役社長兼最高執行責任者(COO)。すかいらーくの生え抜き社員として、バーミヤンをグループ第2の柱に育てることに尽力。2007年に、バーミヤンの業績回復が果たせなかった責任を取り辞任し特別顧問に退く。すかいらーくの初代労組委員長でもある。

## 学歴
- 東京都福生市立福生第四小学校、同福生中学校（現福生第一中学校）、明星学園高校卒業
- 1972年（昭和47年3月） - 東洋大学法学部卒業

## 略歴
- 1949年（昭和24年9月26日） - 繊維雑貨の問屋を営んでいた父・和助と母・静枝の二男として生まれる。兄、姉、弟の4人兄弟
- 1972年（昭和47年4月） - （株）ことぶき食品（現（株）すかいらーく）入社
- 1985年（昭和60年9月） - 事業本部長
- 1986年（昭和61年3月） - 取締役
- 1990年（平成2年3月） - 常務取締役
- 1992年（平成4年3月） - （株）バーミヤン代表取締役社長
- 1999年（平成11年3月） - （株）すかいらーく代表取締役専務取締役兼㈱バーミヤン代表取締役社長
- 1999年（平成11年7月） - 代表取締役専務取締役バーミヤンカンパニー代表（（株）バーミヤンと合併）
- 2001年（平成13年1月） - 代表取締役社長兼スペシャリティレストランカンパニー代表兼総合本部本部長
- 2002年（平成14年11月） - 代表取締役社長
- 2006年（平成18年3月） - 代表取締役社長兼最高執行責任者
- 2007年（平成19年1月） - 代表取締役副会長
- 2007年（平成19年8月） - 退任
- 2007年（平成19年9月） - 特別顧問[1]